# Julien Duvivier
Julien Duvivier (ur. 8 października 1896 w Lille, zm. 30 października 1967 w Paryżu) — francuski reżyser filmowy.
Zasiadał w jury konkursu głównego na 12. MFF w Cannes (1959).

## Filmografia
- Haceldama ou le prix du sang (1919)
- La réincarnation de Serge Renaudier (1920)
- Les roquevillard (1922)
- L'ouragan sur la montagne (1922)
- Le reflet de Claude Mercœur (1923)
- La machine à refaire la vie (1924)
- Credo ou la tragédie de Lourdes (1924)
- L'œuvre immortelle (1924)
- Cœurs farouches (1924)
- Poil de carotte (1925)
- L'abbé Constantin (1925)
- L'homme à l'hispano (1926)
- Le mystère de la tour Eiffel (1927)
- Le mariage de Mademoiselle Beulemans (1927)
- L'agonie de Jérusalem (1927)
- Le tourbillon de Paris (1928)
- La Vie miraculeuse de Thérèse Martin (1929)
- Maman Colibri (1929)
- La divine croisière (1929)
- David Golder (1930)
- Au bonheur des dames (1930)
- Les cinq gentlemen maudits (1931)
- Allo Berlin? Ici Paris! (1931)
- La vénus du collège (1932)
- Poil de carotte (1932)
- La Tête d'un homme (1933)
- Le petit roi (1933)
- La machine à refaire la vie (1933)
- Le paquebot Tenacity (1934)
- Maria Chapdelaine (1934)
- Golgotha (1935)
- La Bandera (1935)
- Le golem (1936)
- L'homme du jour (1936)
- La belle équipe (1936) (pl. Wielka wygrana)
- Pépé le Moko (1937)
- Un carnet de bal (1937) (pl. Karnet balowy)
- The Great Waltz (1938)
- La Fin du jour (1939)
- La charrette fantôme (1939)
- Lydia (1941)
- Tales of Manhattan (1942) (pl. Historia jednego fraka)
- Flesh and Fantasy (1943)
- Untel père et fils (1943)
- The Impostor (1944)
- Panique (1946)
- Anna Karenina (1948)
- Au royaume des cieux (1949)
- Black Jack (1950)
- Sous le ciel de Paris (1951)
- Mały światek Don Camilla (1952)
- La Fête à Henriette (1952)
- Powrót Don Camilla (1953)
- L'Affaire Maurizius (1954)
- Marianne de ma jeunesse (1954)
- Voici le temps des assassins (1956)
- L'Homme à l'imperméable (1957)
- Pot-Bouille (1957)
- La femme et le pantin (1958)
- Marie-Octobre (1959)
- Das Kunstseidene Mädchen (1960)
- Boulevard (1960)
- The Burning Court (1962)
- Le Diable et les dix commandements (1962)
- Chair de poule (1963)
- Diaboliquement vôtre (1967)